# Lesley Griffiths

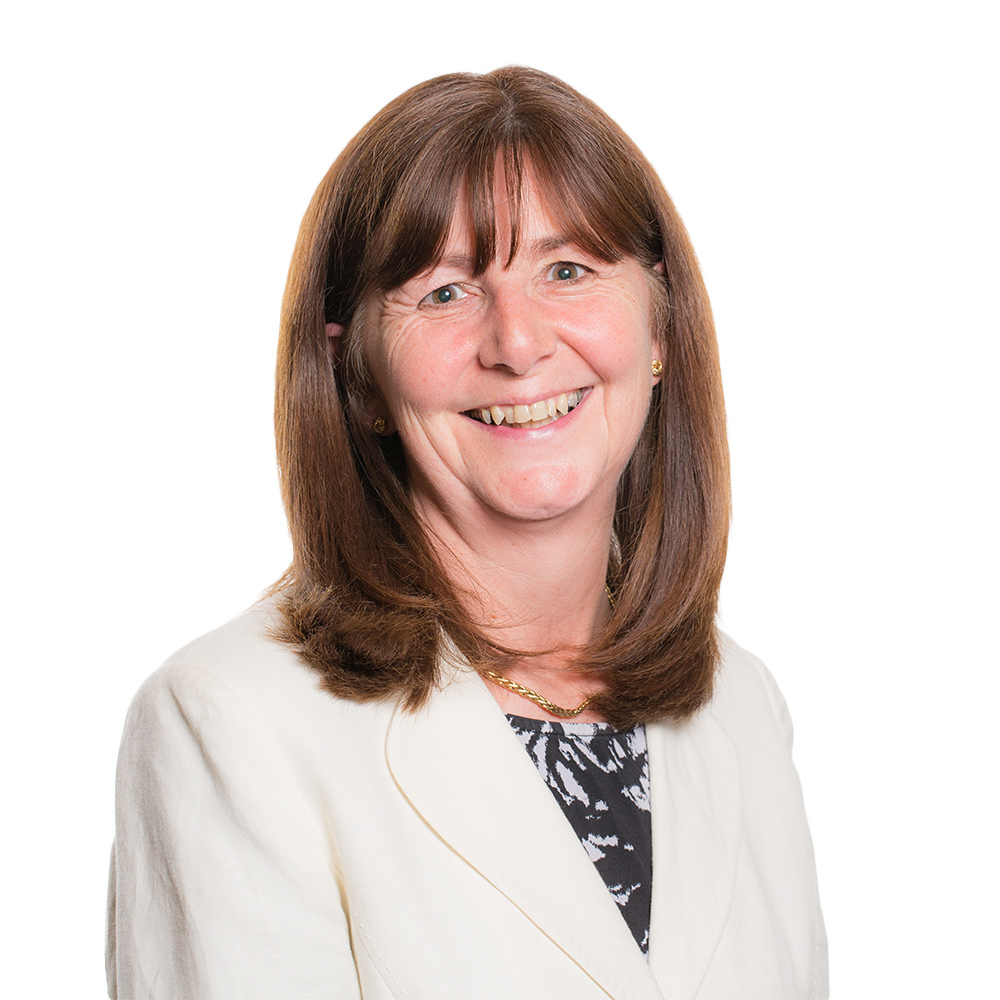
Lesley Griffiths

Lesley Griffiths (* 1. August 1960) ist eine walisische Politikerin und seit 2009 in mehreren Funktionen Mitglied in der walisischen Regierung. Sie ist Mitglied der Labour Party. Griffiths vertritt seit der Wahl 2007 den Wahlkreis Wrexham im Senedd.

## Politische Karriere
Sie arbeitete als Sekretärin von John Marek und Wahlkreisassistentin von Ian Lucas, den aufeinanderfolgenden Parlamentsabgeordneten von Wrexham. Lesley Griffiths selbst wurde 2007 für den Wahlkreis in den Senedd gewählt. In der Folge wurde sie 2011, 2016 und 2021 wiedergewählt.
Im Dezember 2009 wurde Griffiths in der Regierung von Carwyn Jones zur stellvertretenden Ministerin für Wissenschaft, Innovation und Kompetenzen ernannt. 2011 wurde sie von Jones zur Ministerin für Gesundheit und Soziales in seiner zweiten Regierung ernannt. Anschließend war sie ab März 2013 Ministerin für Kommunalverwaltung und Regierungsgeschäfte, bis Griffiths im September 2014 zur Ministerin für Gemeinden und Armutsbekämpfung wurde. Nach der Wahl 2016 wurde sie zur Ministerin für Umwelt und ländliche Angelegenheiten ernannt, diesen Posten behielt sie auch in der Regierung von Mark Drakeford, der Nachfolger von Carwyn Jones als Erster Minister wurde. Später war sie unter ihm Ministerin für den Ländlichen Raum und Nordwales. Auch in der Regierung von Vaughan Gething, der Nachfolger von Drakeford wurde, diente sie als Minister für Kultur und soziale Gerechtigkeit.